# Gle Lamrauh
Gle Lamrauh är en kulle i Indonesien.   Den ligger i provinsen Aceh, i den västra delen av landet, 1 800 km nordväst om huvudstaden Jakarta. Toppen på Gle Lamrauh är 151 meter över havet, eller 88 meter över den omgivande terrängen. Bredden vid basen är 0,65 km.
Terrängen runt Gle Lamrauh är varierad. Havet är nära Gle Lamrauh åt sydväst. Runt Gle Lamrauh är det ganska glesbefolkat, med 30 invånare per kvadratkilometer. I omgivningarna runt Gle Lamrauh växer i huvudsak städsegrön lövskog.